# Pieter Mulier le Vieux

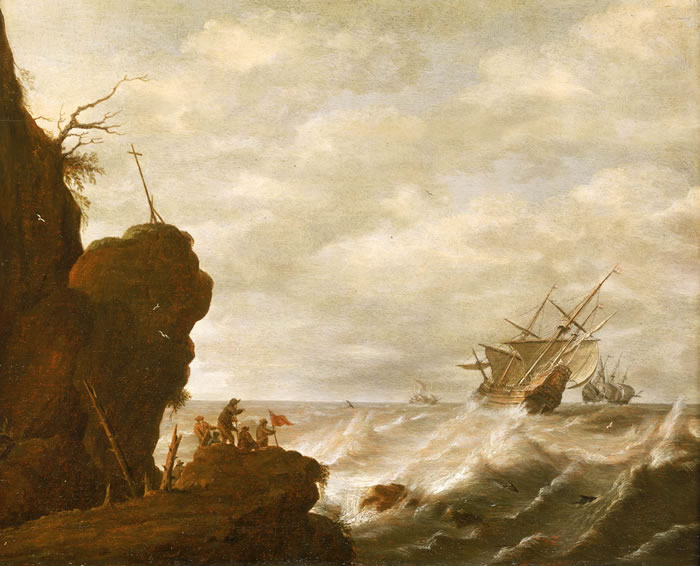
Un bateau néerlandais dans la brise au large d'une côte rocheuse, Pieter Mulier le Vieux

Pieter Mulier le Vieux ou Pieter Mulier I né vers 1615 à Haarlem dans les Provinces-Unies et mort dans la même ville en 1659 est un peintre de marine de l'âge d'or de la peinture néerlandaise.

## Biographie
Il est né vers 1615 à Haarlem dans les Provinces-Unies lors du siècle d'or néerlandais.
Il se marie en 1635, et devient membre de la guilde de Saint-Luc de Haarlem en 1638. Il est connu pour ses œuvres de paysages italianisants et ses marines. Ses œuvres sont influencées par les peintres Jan van Goyen et Simon de Vlieger. Il enseigne la peinture à son fils Pieter Mulier II et Frans de Hulst.
Il meurt en 1659 à Haarlem.

## Œuvres
- Bateau de pêche avec les voiles gonflées par le vent[2], Rijksmuseum,  Amsterdam